# Evan Gershkovich
Pour les articles homonymes, voir Gershkovich.
Evan Gershkovich est un journaliste et reporter américain, né le 26 octobre 1991 à New York, et travaillant en Russie pour The Wall Street Journal.
Il est arrêté en Russie le 30 mars 2023 à la suite d'accusations d'espionnage lors d'un reportage à Iekaterinbourg en Oural, et emprisonné depuis. Il est finalement libéré lors d'un échange de prisonniers le 1er août 2024.

## Biographie

### Jeunesse
Les parents d'Evan Gershkovich sont d'origine russe et ukrainienne. Juifs, ses parents émigrent vers les États-Unis en 1979.
Le journaliste passe sa jeunesse à Princeton, où il étudie l'anglais et la philosophie à l'université. Il est diplômé en 2014 et se tourne ensuite vers le journalisme.
Depuis octobre 2017, il habite à Moscou.

### Arrestation
Le journaliste américain est arrêté à Iekaterinbourg le jeudi 30 mars 2023 par le service fédéral de sécurité de la fédération de Russie et emprisonné à la prison de Lefortovo (Moscou) à la suite d'accusations d'espionnage. Ces accusations sont officialisées le 7 avril 2023. L'Américain, d'origine russo-ukrainienne aurait, selon la Russie, fait des recherches sur l'industrie de la défense russe.
Il est le premier journaliste d'un média américain à être emprisonné en Russie depuis la Guerre froide. Sa détention provisoire est limitée au mois de mai, mais sa peine pourrait être prolongée à la suite de son procès. En Russie, les faits qui lui sont reprochés sont passibles d'une peine de prison allant jusqu'à 20 ans[réf. nécessaire].
Son arrestation porte à trois le nombre de citoyens américains détenus en Russie, avec Paul Whelan et Marc Fogel.
Le 28 novembre 2023, un tribunal de Moscou prolonge jusqu'au 30 janvier 2024 la détention provisoire de Evan Gershkovich, arrêté fin mars 2023 en Russie pour « espionnage », une accusation qu'il nie catégoriquement. Fin janvier 2024, sa détention est prolongée de deux mois, jusqu'au 30 mars 2024. Le 23 avril 2024, la justice russe se prononce pour son maintien en détention provisoire. Le juge Alexandre Pouchkine déclare : « La première cour d'appel a décidé de laisser sans changement la décision du 26 mars (du tribunal de première instance) de prolonger la mesure (de détention) préventive ».
Le 19 juillet 2024, il est reconnu coupable d'espionnage et condamné à 16 ans de prison.

### Réactions
Joe Biden, Jens Stoltenberg, secrétaire général de l'OTAN, et d'autres personnalités contestent l'arrestation du journaliste et demandent sa libération immédiate,. Le Wall Street Journal considère que les accusations sont injustifiées et demande aussi la libération immédiate de son journaliste.
Certains considèrent que son arrestation est due à la répression de la presse en Russie depuis l'invasion de l'Ukraine par la Russie et est effectuée en prévision d'un échange anticipé de prisonniers,.

### Libération
Le 1er août 2024, Evan Gershkovich est libéré par la Russie lors d'un échange de prisonniers qui inclut aussi les opposants politiques Oleg Orlov, Vladimir Kara-Mourza et Ilia Iachine, ainsi que Paul Whelan et Alsu Kourmasheva,.

## Voir également